# NGC 1085
NGC 1085 ist eine Spiralgalaxie vom Hubble-Typ Sbc im Sternbild Walfisch südlich der Ekliptik. Sie ist schätzungsweise 304 Millionen Lichtjahre von der Milchstraße entfernt und hat einen Durchmesser von etwa 165.000 Lichtjahren.
Im selben Himmelsareal befinden sich u. a. die Galaxien IC 1836, IC 1843, IC 1844.
Die Typ-II-Supernova SN 2003hk wurde hier beobachtet.
Das Objekt wurde am 26. September 1865 vom deutsch-dänischen Astronomen Heinrich Louis d’Arrest entdeckt.